# Caduta di Fetonte
La Caduta di Fetonte è un disegno a carboncino su carta (31,2x21,5 cm) di Michelangelo Buonarroti, databile al 1533 circa e conservato nel British Museum a Londra.

## Storia e descrizione
L'opera venne fatta per Tommaso de' Cavalieri, conosciuto da Michelangelo nel 1533. Esiste anche un secondo foglio con questo stesso soggetto nella Royal Library al Castello di Windsor e per lo stesso giovane l'artista disegnò anche un Ratto di Ganimede, La punizione di Tizio e un altro soggetto.
Il mito di Fetonte, tratto dalle Metamorfosi di Ovidio, è rappresentato con tre gruppi di figure disposti in fila verticalmente. In alto si vede Zeus che lancia il fulmine per punire Fetonte, figlio di Apollo che aveva preso di nascosto il carro del sole facendolo correre troppo vicino alla terra, che si incendiò; al centro si vede infatti il carro con i quattro cavalli che si arrovellano smarriti nell'aria e Fetonte in procinto di cadere, ritratto con un nudo di ispirazione classica; in basso si vedono poi quattro figure in un boschetto: due donne, le sorelle Eliadi, che accortesi della caduta del ragazzo si disperano guardando il cielo e vengono trasformate in pioppi; Cicno, che porta le mani al viso in segno di dolore e un'altra figura maschile sdraiata, che osserva il cielo inerme: come chiarisce il vaso accanto ad esso si tratta di una divinità fluviale, Eridano (il Po), in cui Fetonte sta per cadere. Nel foglio di Windsor è chiarita meglio la trasformazione delle fanciulle, e inoltre si vede Cicno che diventa un cigno.
In fondo al foglio, si legge una dedica a Tommaso de' Cavalieri, a cui viene offerto il "disegno di presentazione" ancora non finito; se non piacerà al giovane, Michelangelo si impegnava a fornirne un altro la sera successiva o a impegnarsi a finirlo.
La critica si è interrogata se nel soggetto, di solito usato come monito morale, ci sia un messaggio che l'artista voleva veicolare al giovane, oppure se si tratti di un puro motivo tratto dalla classicità.

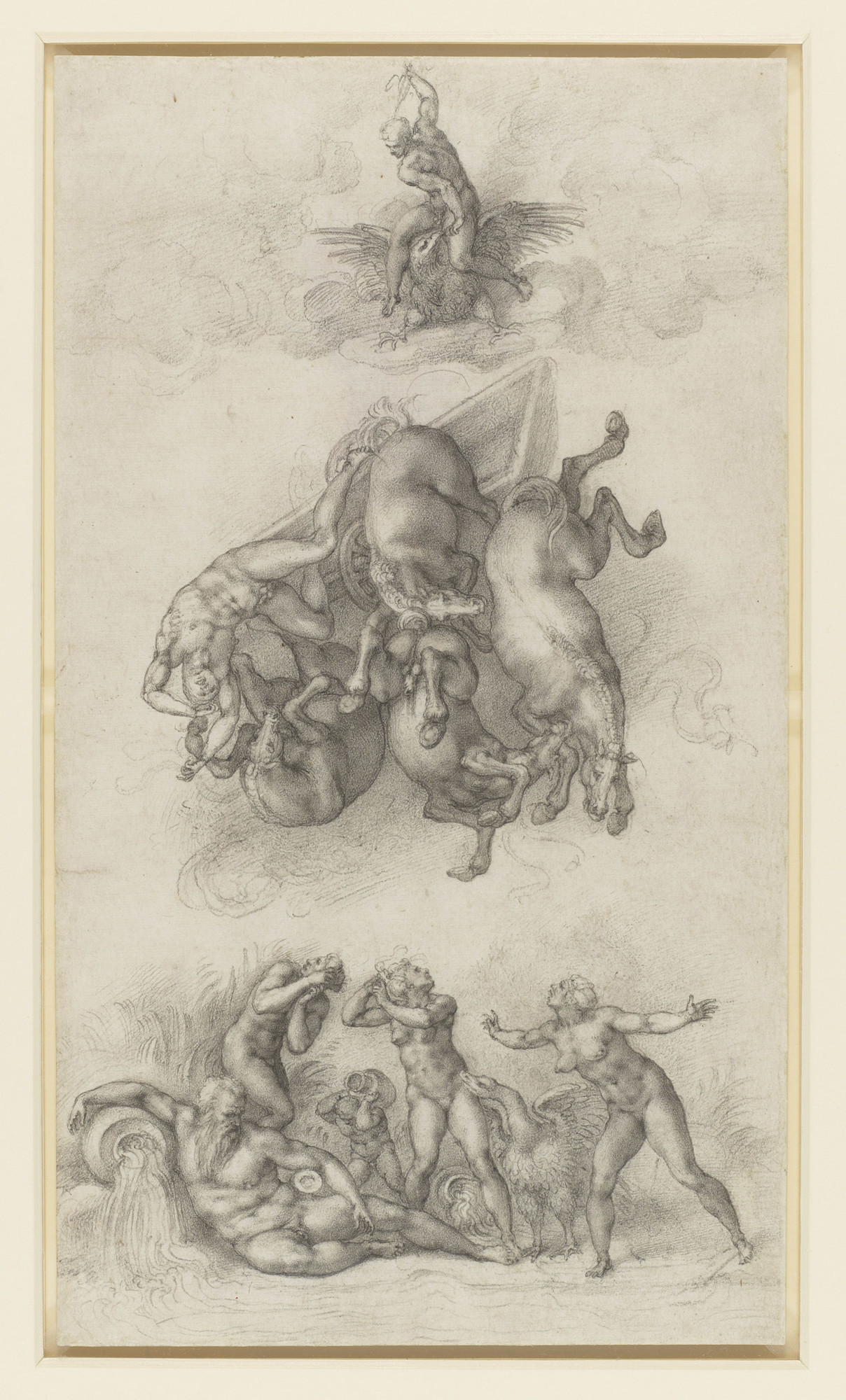
Il foglio di Windsor